# Karpaten-Braunvieh
Das Karpaten-Braunvieh (Russisch: Бypaя кapпaтскaя, Buraja karpats'kaja) ist eine Zweinutzungs-Rinderrasse aus der Ukraine.

## Zuchtgeschichte
Im 19. Jahrhundert wurden in dem Oblast Transkarpatien in der Ukraine örtliche Rinder mit Brown-Swiss und anderen Braunvieh-Varianten gekreuzt. 1973 wurde das Karpaten-Braunvieh als Rasse anerkannt. 1980 betrug die Gesamtzahl 203.000 Tiere. Lokale Tierschutz Organisationen schätzen den Bestand im Jahr 2020 auf weniger als 3000 Tiere. Es existieren keine staatlich anerkannten Erhaltungs- oder Zuchtmaßnahmen. Die Rasse gilt nach den Kriterien der FAO als vom Aussterben bedroht.

## Charakteristika
- Rasse nicht sehr homogen
- starke Konstitution, kompakter Körperbau, gerade
- Farbe braun in vielen Schattierungen
- Brust tief
- Anpassung an das Klima der Karpaten
- Gewicht Kühe 489 kg, Stiere 816 – 1.000 kg
- Milchleistung 4.000 kg mit 3,7 % Fett
- gute Mastleistung

Es existieren 7 Hauptzuchtlinien.